# Flexi-job
Een flexi-job is een vorm van tewerkstelling bij de horeca en detailhandel in België. Het is een van de fiscale vrijstellingen in het Belgisch fiscaal stelsel.
De flexi-job bestaat sinds 1 december 2015. Flexi-jobs zijn bedoeld voor mensen die al een job hebben en willen bijklussen. Iemand die minstens een 4/5de-contract heeft bij een andere werkgever, kan met een flexi-job bijverdienen. Hij of zij krijgt daarvoor een nettoloon, waarop geen belastingen of RSZ betaald worden. Er is geen beperking van het aantal uren dat iemand als flexi-werknemer mag presteren. Sinds 2024 is er evenwel een beperking op het jaarlijks loon dat een flexiwerker onbelast mag bijverdienen. 

## Aanpassingen wetgeving 2024
In 2024 zijn er belangrijke wijzigingen doorgevoerd in het Belgische systeem van flexi-jobs, met het doel om de flexibiliteit en toegankelijkheid van deze vorm van tewerkstelling uit te breiden en te reguleren. Een significante verandering is de uitbreiding van het toepassingsgebied naar nieuwe sectoren, waardoor meer werknemers de mogelijkheid krijgen om als flexi-jobber aan de slag te gaan. Dit gaat gepaard met aangepaste voorwaarden voor het uitoefenen van flexi-jobs, zoals nieuwe regels rond het minimum en maximum loon dat flexi-jobbers kunnen verdienen. 
Bovendien wordt er een verhoogde focus gelegd op transparantie en regulering, door de introductie van verplichte jaarlijkse overleggen binnen bedrijven over het gebruik van flexi-jobs en een verhoging van de bijzondere bijdrage die werkgevers moeten betalen voor het inzetten van flexi-jobbers.
Tevens kwam er een uitbreiding naar nieuwe sectoren en een aapassing van de loonvoorwaarden. Nieuws sinds  januari 2024 is het jaarlijks maximumbedrag dat mag worden bijverdiend. Dit bedrag werd vastgelegd op 12.000 EUR per jaar. Gepensioneerden vanaf 65 jaar, of met een loopbaan van 45 jaar, mogen echter onbeperkt bijverdienen. 

## Voorwaarden
Iemand die vandaag wil werken als flexi-jobber moet drie kwartalen (T-3) geleden minstens 4/5de gewerkt hebben bij een andere werkgever. Elk kwartaal opnieuw wordt deze voorwaarde gecontroleerd.

## Hoogte van het loon
Bij een flexi-job hoort een flexi-loon dat in een onderlinge overeenkomst met de werkgever wordt vastgelegd. Het loon mag nooit minder zijn dan het baremieke bruto-uurloon dat van toepassing is op de functie die de flexijob werknemer uitoefent (vastgesteld met de collectieve arbeidsovereenkomst). Op dit flexi-loon betaalt men geen sociale zekerheidsbijdragen of bedrijfsvoorheffing - geen belastingen dus. Brutoloon = nettoloon. Men bouwt wel sociale rechten als pensioen, vakantierechten en werkloosheidsverzekering op.

## Contractuele aspecten
Voor elke flexi-job zijn telkens twee overeenkomsten vereist: een algemene “raamovereenkomst” en een “arbeidsovereenkomst”. Het opstellen van de overeenkomsten is de verantwoordelijkheid van je werkgever.
De raamovereenkomst is een schriftelijke overeenkomst, die het algemeen kader schetst. Ze bevat een aantal verplichte vermeldingen zoals de identiteit van de partijen, het flexi-loon, een beknopte beschrijving van de functie(s), de voorwaarden voor de flexi-job en de wijze en termijn waarbinnen de flexi-overeenkomst door de werkgever aan de werknemer moet worden voorgesteld.
Per tewerkstelling wordt er ook een arbeidsovereenkomst afgesloten. Die kan zowel schriftelijk als mondeling zijn. De arbeidsovereenkomst kan opgemaakt worden voor bepaalde duur of voor een bepaald werk, kan voltijds of deeltijds zijn, met een vast of variabel rooster.

## Belasting
Arbeid geleverd onder een flexijob wordt niet belast. Dit onderscheid wekte vragen rond de verenigbaarheid ervan met het gelijkheidsbeginsel. Het Grondwettelijk Hof heeft de regeling in april 2020 dan ook vernietigd.